# Mirna Maras
Mirna Maras Batinić (Zagreb, 8. travnja 1979.) je televizijska voditeljica i glumica.

## Životopis
Nakon uspješne karijere Bingo djevojke vodila je vremensku prognozu na Novoj TV, a kasnije na Hrvatskoj televiziji Loto, Eurojackpot i TV Bingo. Mirna je i uspješna glumica. Diplomirala je marketing na Ekonomskom fakultetu u Zagrebu.
Prema anketi jednog hrvatskog tjednika ponijela je titulu najseksi Hrvatice 2005. godine.
16. kolovoza 2007. udala se za Marija Valentića, te se 2013. razvela. Zajedno imaju sina Niku.

## Televizijske uloge
- "I godina nova" kao Nina (2011. – 2018.)
- "Bračne vode" kao Sanda (2008.)
- "Zauvijek susjedi" kao profesorica Jagić (2008.)
- "Nad lipom 35" kao novinarka Nina (2006. – 2008.; 2009.)

## Voditeljske uloge
- "Zadovoljna" kao voditeljica (2011.)
- "S Novom u novu" kao voditeljica (2011. – 2015.)
- "Loto" kao voditeljica (2014.; 2018.; 2025 – danas)
- "Eurojackpot" kao voditeljica (2017.)
- "TV Bingo" kao voditeljica (2018. – 2025.)

## Autorski projekti
- "www.mami.hr" - Specijalizirani portal za trudnice i mame.

## Vanjske poveznice
- Mirna Maras u internetskoj bazi filmova IMDb-u (engl.)